# Pannonia (мотоцикл)
Pannonia (Панно́ния) — марка мотоциклов, выпускавшихся венгерским комбинатом Чепель с 1956 по 1975 год.

## История марки
Машиностроительный комбинат «Чепель», расположенный в одноимённом пригороде Будапешта, начал производство мотоциклов в 1947 году с освоения копии немецкой модели DKW RT 125. Первоначально мотоциклы носили марку «Чепель». В 1954 году комбинат освоил новую модель TL 250 с объёмом двигателя 250 см3. С 1956 года она стала продаваться под маркой «Паннония».
После модернизации начался выпуск мотоциклов серий TLT, а затем TLF. Серия TLF имела модификации: TLB с двумя раздельными седлами и TLD с зажиганием от 60-ваттного генератора. С серии TLT начался экспорт мотоциклов Pannonia в СССР, который стал основным потребителем этих мотоциклов за пределами Венгрии. Экспорт в СССР достигал 25000 мотоциклов в год. Кроме СССР мотоциклы Pannonia поставлялись во многие другие страны, включая США. Всего на экспорт шло до 70 % продукции.
К началу 1970-х выпускаемые предприятием модели T5 и P10, представлявшие собой дальнейшую модернизацию серии TL, устарели. В связи с этим в 1968 году комбинат по лицензии освоил производство серии P20, являвшейся копией мотоцикла Yamaha YDS-2. Мотоцикл был весьма технически совершенным для своего времени. Однако, СССР отказался закупать столь сложные и дорогие мотоциклы. У предприятия возникли проблемы со сбытом продукции. Из-за этого в 1975 году Чепель принял решение прекратить производство мотоциклов. В советской прессе прекращение производства мотоциклов Pannonia обосновывалось растущим спросом на велосипеды, из-за чего венгерский завод переориентировали с выпуска мототехники на сборку велотехники.
Всего за период с 1954 по 1975 год комбинат «Чепель» произвёл более 600 тысяч мотоциклов. Из них в период с 1956 по 1975 год 286 959 единиц было экспортировано в СССР.

## Список моделей
- TL250: 1954—1955
- TLT250: 1956—1957
- TLF(T1)-TLB(T3)-TLD(T2): 1958—1961
- T5: 1964—1975
- P10: 1966—1974
- P20: 1968—1974
- P12: 1974—1975
- P21: 1974—1975

## Галерея

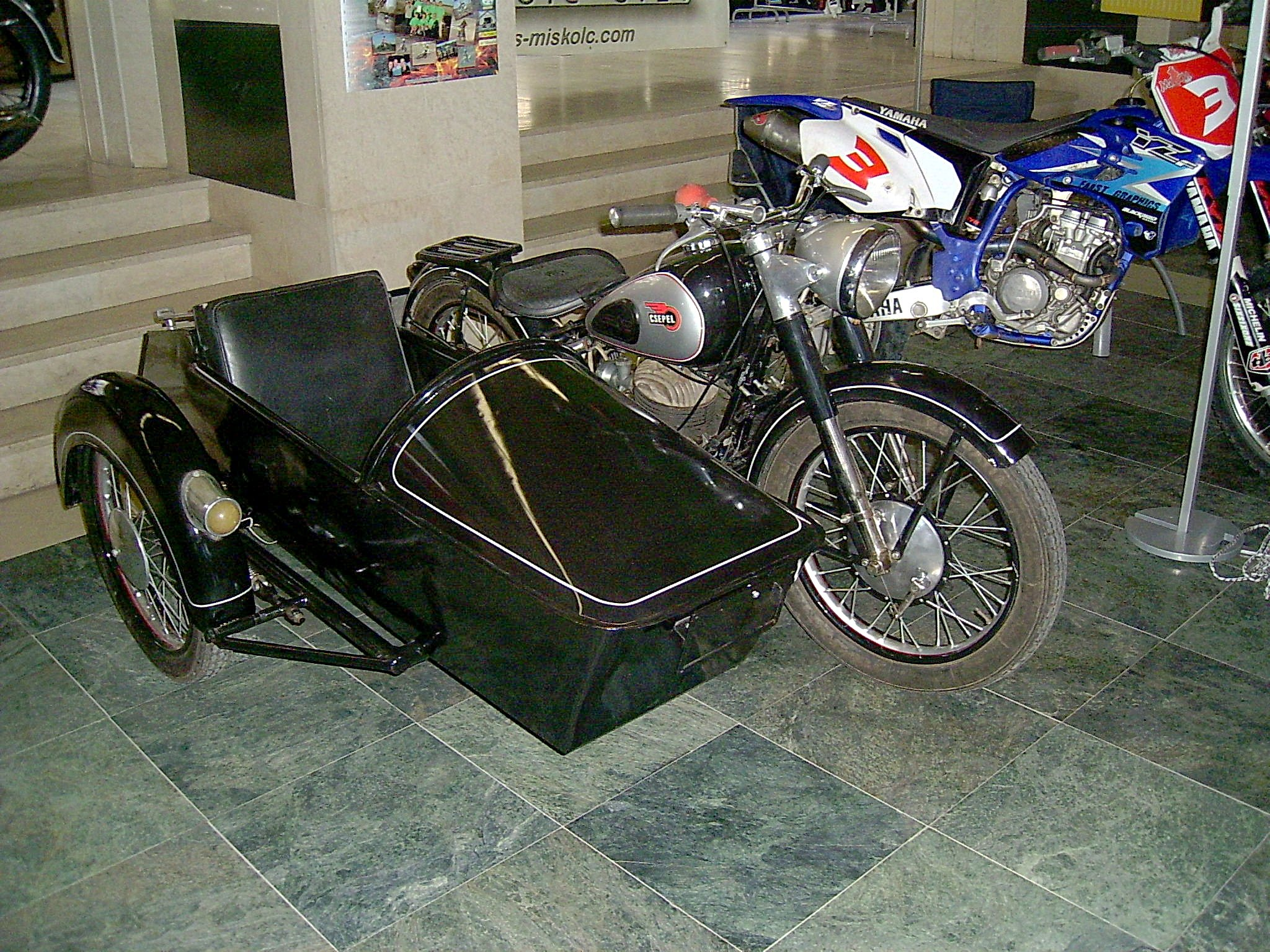
Csepel 250/51 EF
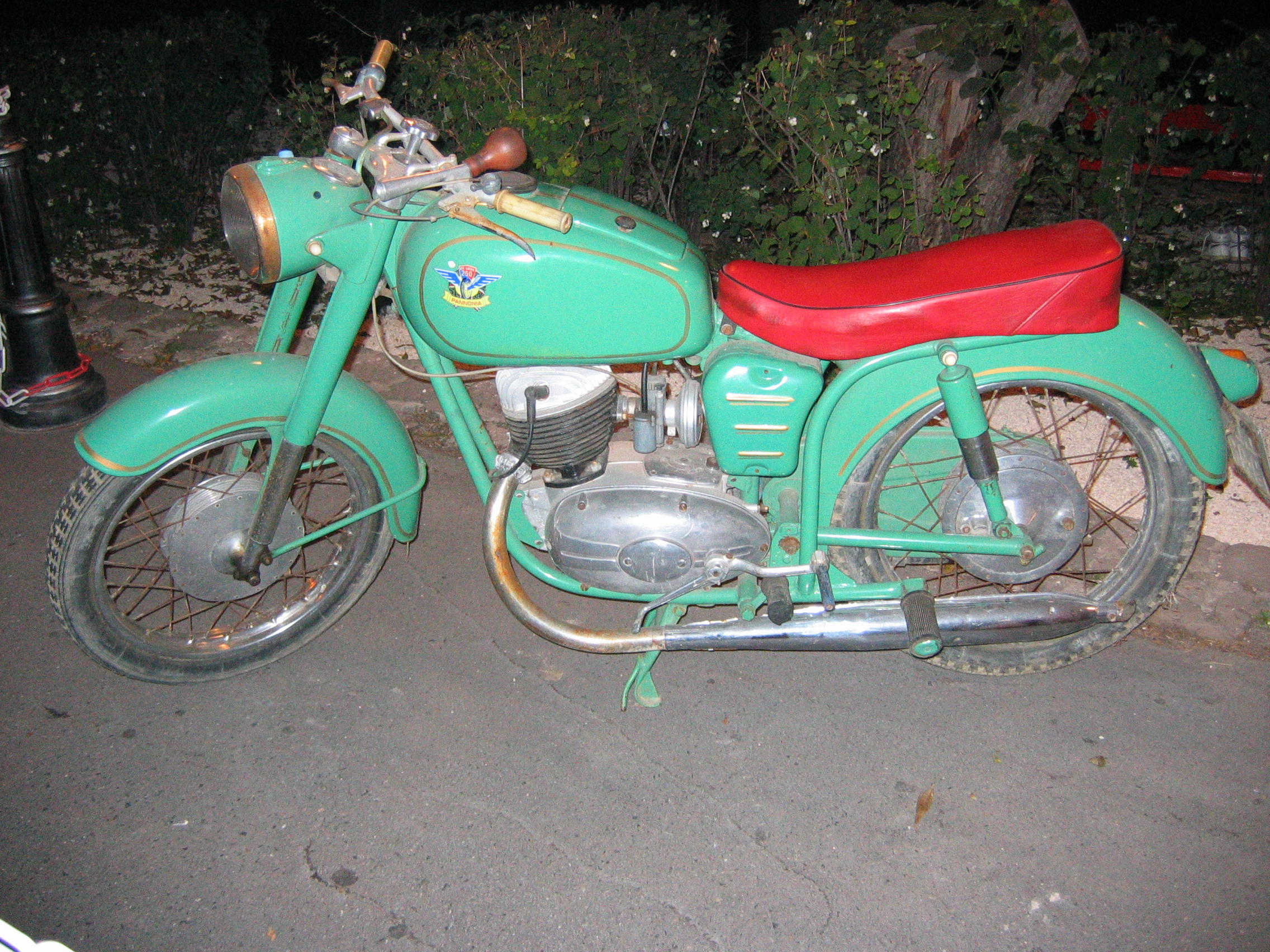
Pannonia TLT 250
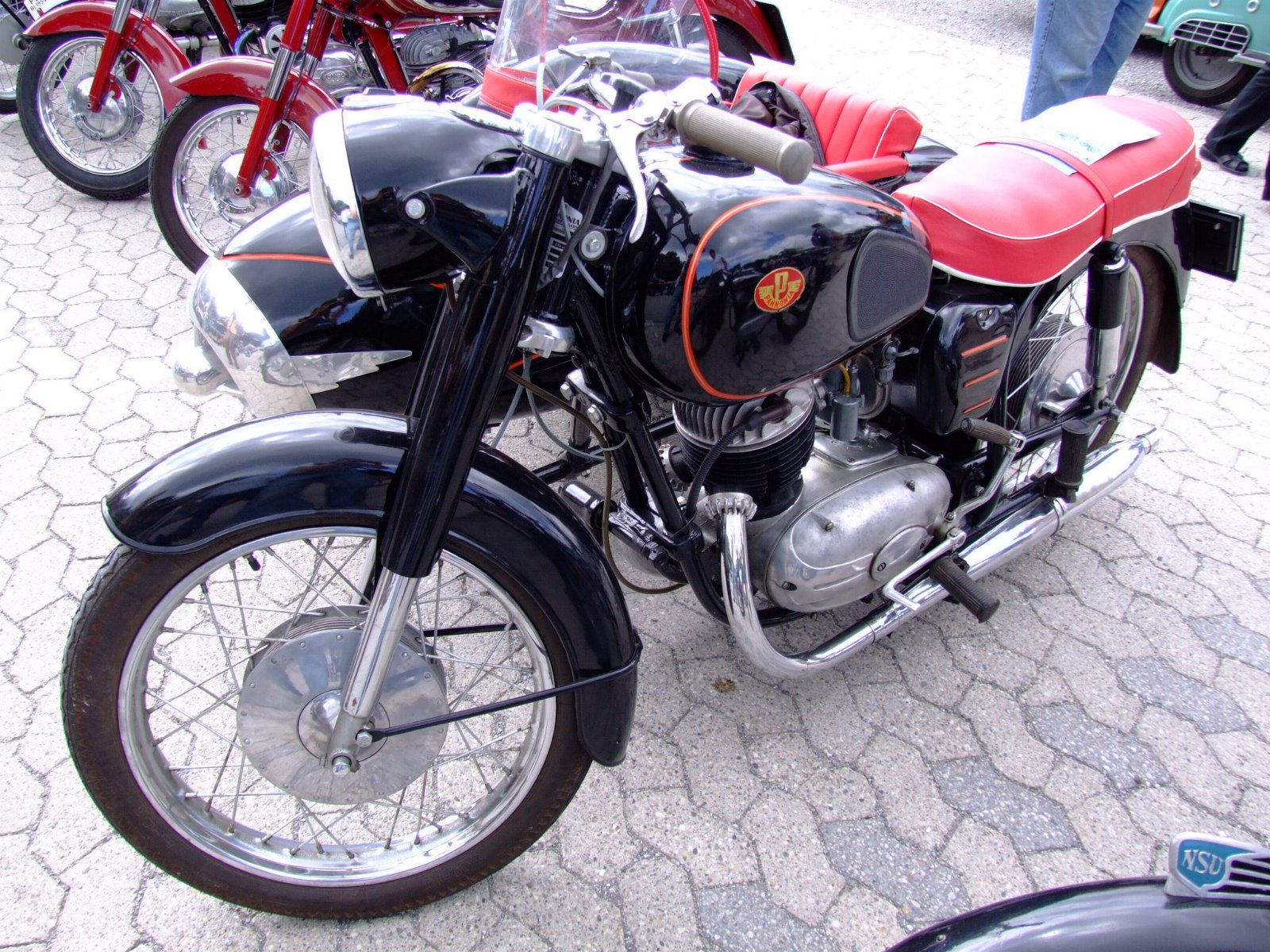
Pannonia 250 T1
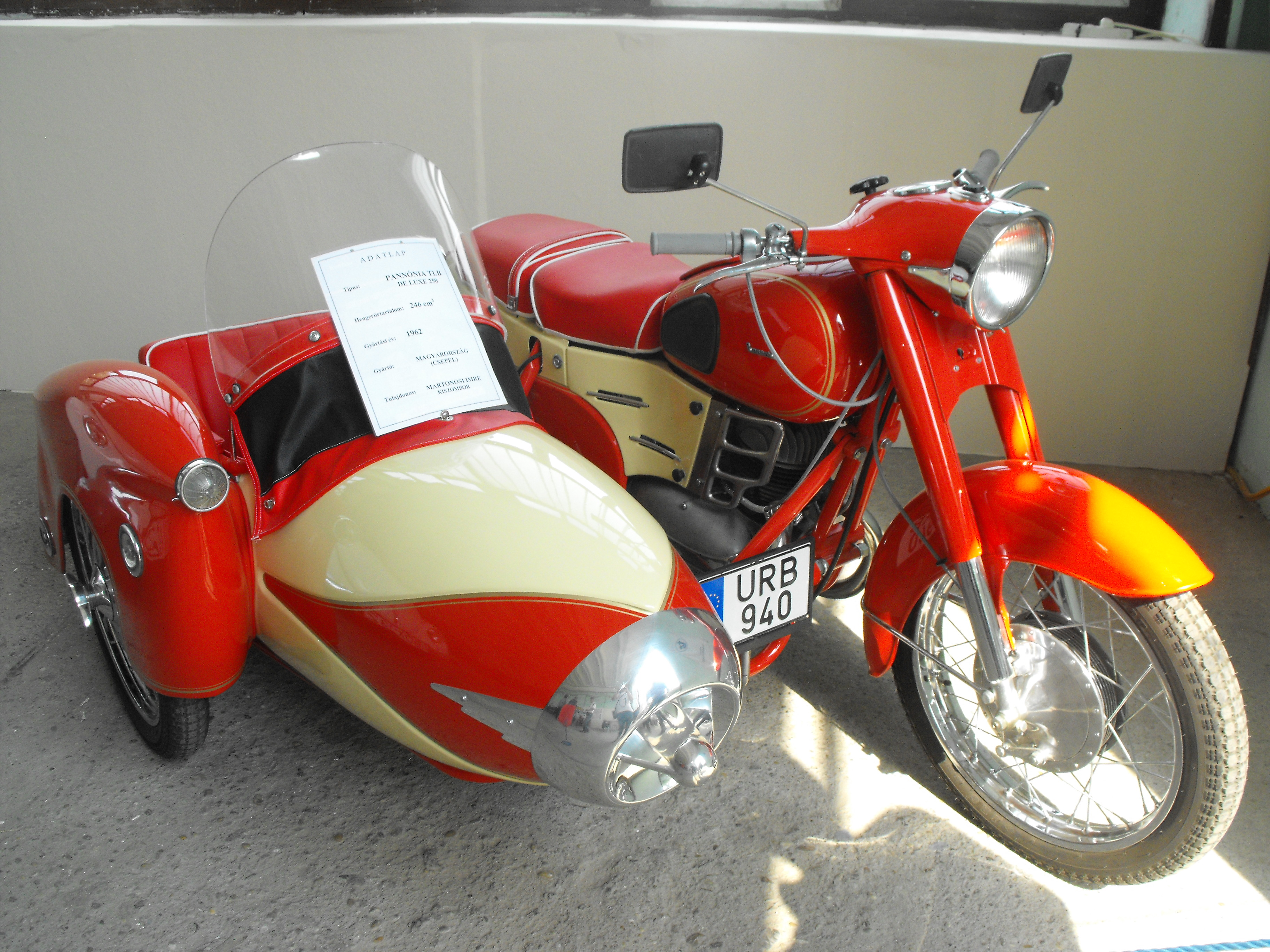
Pannonia TLB De Luxe 250
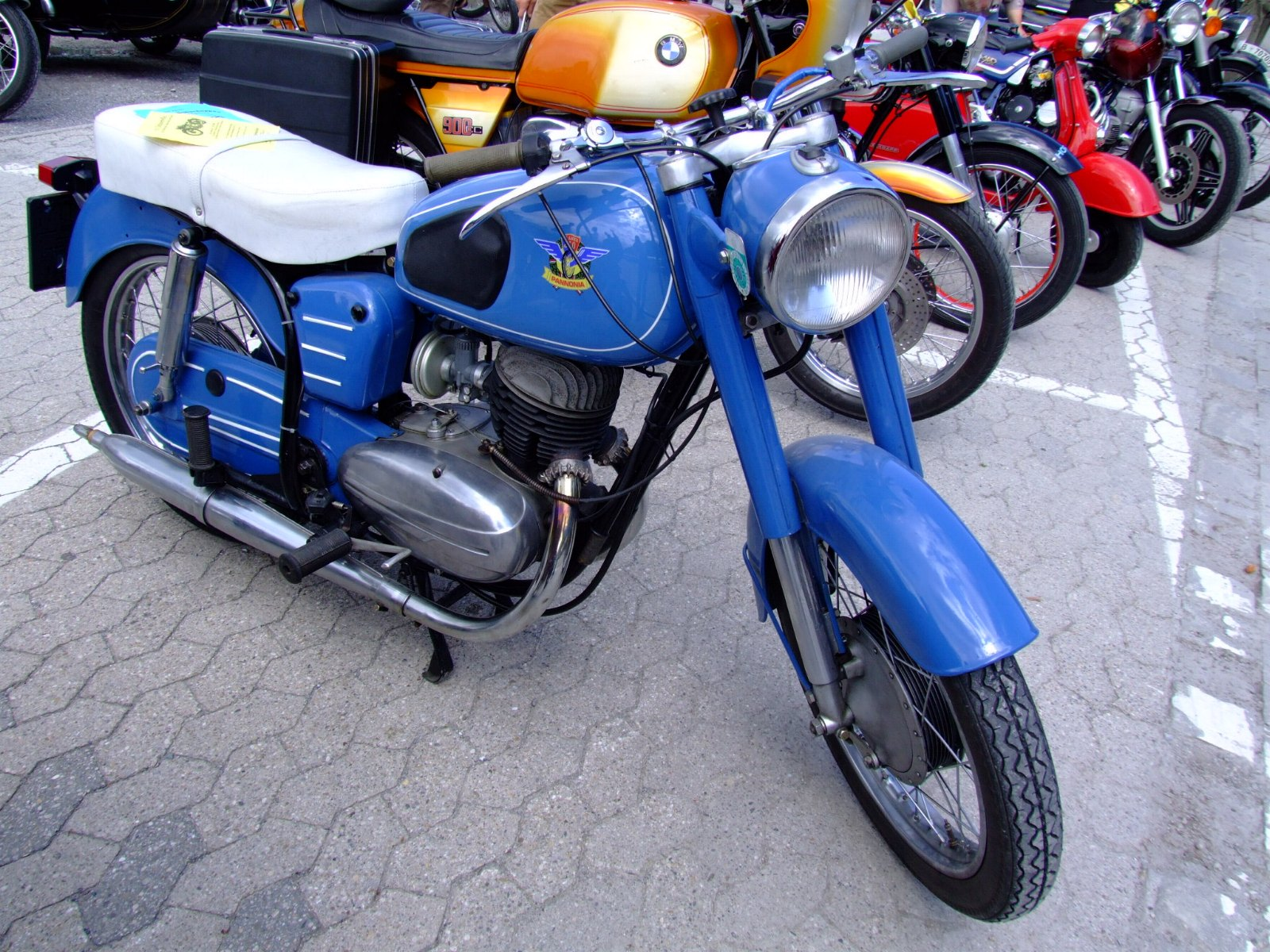
Pannonia 250 T5
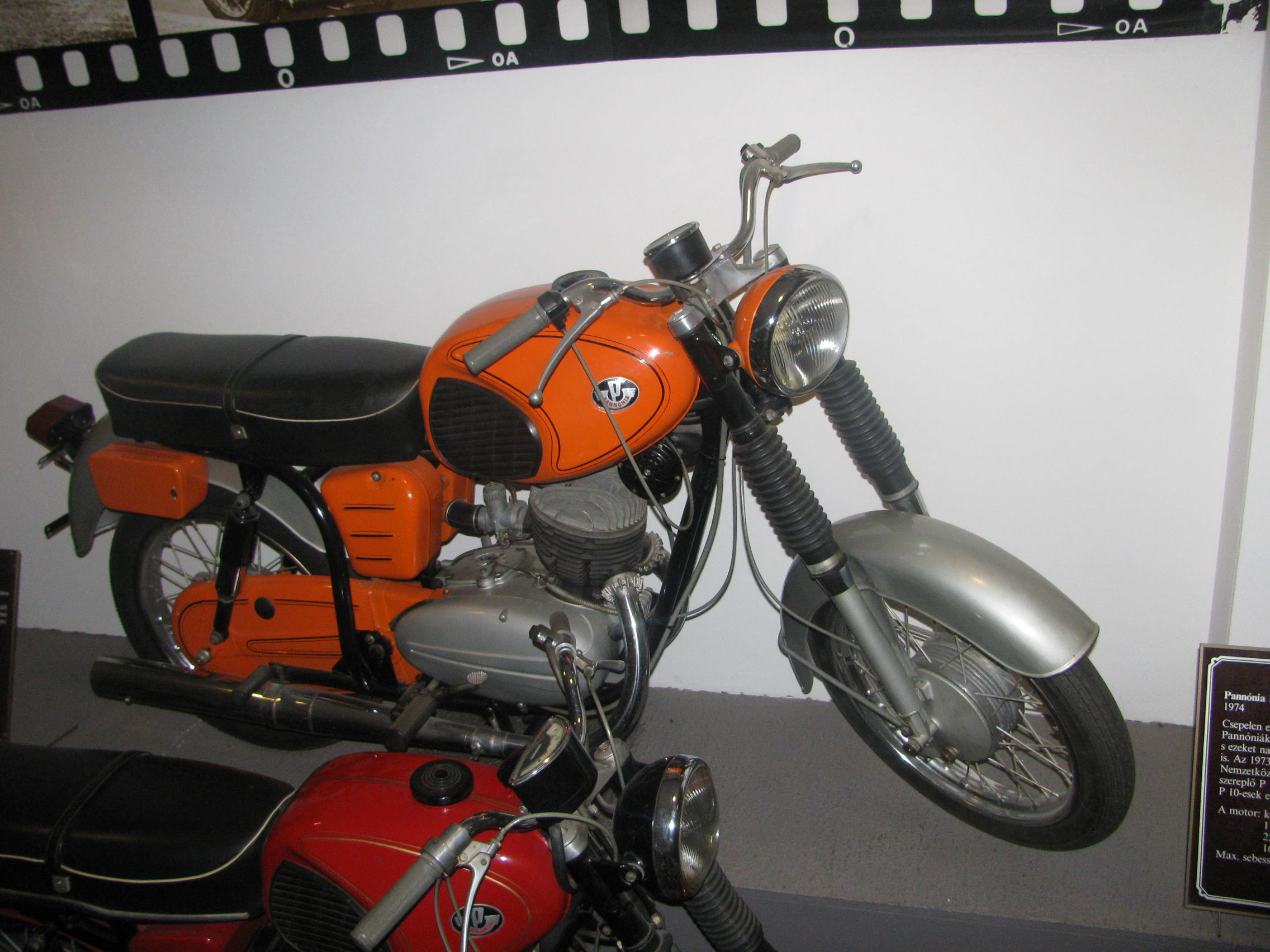
Pannonia P12